# HD 21430
HD 21430，又名CD-27 1228，SAO 168544、HR 1045，是一颗恒星，视星等为5.93，位于銀經222.37，銀緯-55.7，其B1900.0坐标为赤經3h 22m 9.2s，赤緯-27° -55.7′ 8″。